# 7973 Koppeschaar
A 7973 Koppeschaar (ideiglenes jelöléssel 1344 T-2) a Naprendszer kisbolygóövében található aszteroida. Cornelis Johannes van Houten,  Ingrid van Houten-Groeneveld és Tom Gehrels fedezte fel 1973. szeptember 29-én.